# 天空のアルカミレス
『天空のアルカミレス』は、三上延による日本のライトノベル。イラストは純珪一。電撃文庫（メディアワークス）より2006年4月から2007年6月まで全5巻が刊行された。

## あらすじ
強大な力を持った武器、戦器（オニキス）を持つテリオンと呼ばれる種族たちによって人類が危険に晒されている現代。
「安全地域」と呼ばれる古滝市に住む、幼い頃の記憶が無いということ以外ごく平凡な少年である篠宮拓也は、養父である篠宮和夫に拾われた山中で、テリオンと同じように戦器を扱うことのできる方舟の闘士（アルカミレス）である久慈日向子と出会う。人々を惨殺する凶悪なテリオン、オフリス・ペインキラーを追って来た日向子は、身分を隠し転校生として東堂学園に転入する。

拓也とは兄妹のように育ち同じく過去の記憶の無い少女、篠宮礼菜や、その友人である東堂友則たちと学生生活を送る日々が始まる。

しかし、そこにオフリスが現れ、彼らの運命を一変させる契機を作り出す。

## 登場人物

### メインキャラクター
篠宮 拓也（しのみや たくや）
本編の主人公。金色の戦器の一つ「イグニス・アウルム」を操り、赤のアルカミレス「血刃の王」（ロワ・デ・ルジェ）となって戦う。
性格は良く言えば真っ直ぐ、悪く言えば単純である。また責任感が強く、礼菜や日向子をはじめとする周囲の人々を守るために戦うことを決意する。
本編の八年前にはアルカミレス養成施設「クロノクレイドル」で育てられており、金色の戦器を操るためだけの身体調整を施されていた。そのため、イグニス・アウルム以外は練習用の戦器である百視剣ですら満足に操ることはできない。しかしイグニス・アウルムに限れば、人間には実現不可能といわれていた、外殻との完全融合を果たした完全なアルカミレスとなることができる。
篠宮 礼菜（しのみや れな）
本編のヒロインの一人。三上延の作品においては最早おなじみとも言える、幼馴染のヒロインである。
勝気で明るく遠慮をしない性格で、拓也とはよくケンカをしている。その一方でドライな一面もあり、過去にこだわる拓也とは異なり、現在が良ければそれで良いという態度をとることもある。
学校の成績は優秀で、生徒会の副会長を務めている。篠宮家においては料理や洗濯などの家事をこなしているが、彼女の作る料理の出来栄えにはひどくムラがあるらしく、弁当を食べさせられる拓也と友典は昼食のたびに戦々恐々としている。
久慈 日向子（くじ ひなこ）
本編のヒロインの一人。拓也とは本編の八年前に出会っていた時期があるため、彼女もまた幼馴染のヒロインと言える。
黒の戦器「百視剣」（アルゴス・カノン）を操り、「雪花鎧」（アルヌワ・ブラン）となって戦う。
普段は冷静沈着に務めている反面、天然の気もあり、たびたび世間一般とはズレた言動をする。
アルカミレスとして脳内の情報処理能力を制御できるよう調整されており、今までに見聞きしたものの中で必要な情報を引き出す「検索」（エグザミネ）、脳内の情報処理速度を向上させることにより体感時間の流れを遅くする「加速」（ヴィテ）の二つの特殊能力を操る。
東堂 友典（とうどう とものり）
東堂学園に通う生徒であり、拓也と礼菜の親友。明るい色の髪、浅黒い肌、引き締まった体格などが相まって、サーファーなどとあだ名されてからかわれることが多い。
気さくで人当たりがよく、拓也と礼菜がケンカなどをした場合、彼らを仲裁するのは専ら彼の役目である。

### アルカ
大江 亨司（おおえ きょうじ）
『箱舟』に協力する少年。知力・財力に長けており、対テリオンのサポート要員として拓也たちと行動を共にする。
謎めいた言動が多く、出会った当初の拓也たちには不信感を持たれた。対照的に彼の方は、拓也たちに純粋な興味を抱いている。
鮫石 深月（さめいし みつき）
初期アルカミレスの一人。クロノクレイドルで生き残った日向子の保護者的存在。
聖職者のような格好をしていながら、ぶっきらぼうにタバコを吸っている姿がよく見られる。

### クランテリオン
ルスラン・ヴォルク
「災厄の絶星」の称号を持つ、クランテリオンの実質的な盟主。金色の戦器「昂陣アストラ・カストラ」を持ち、その力で新宿一帯を吹き飛ばす「災厄」を起こしている。
その実力はクランテリオン内でも頂点に位置し、テリオン達からは畏怖の対象で見られると共に、彼を快く思わない対立者の存在も生んでいる。
「聖婚（ヒエロ・ガモス）」という、テリオンでも上層部しか知らない謎の儀式の準備を進めている。
オフリス・ペインキラー
体を植物の触手のように変化させる、または他人の姿そっくりに擬態する能力を持つテリオン。
イグニス・アウルムの使い手であると判明した拓也を危険視して殺害しようとするが、返り討ちにあって死亡する。
レディ・バレット
猛禽の姿に変身するテリオンであり、ルスランに絶対的な忠誠を誓う使用人。人間時は褐色の肌となり、年齢は十代末ほどの少女の姿をとる。リボルバー銃型の金色の戦器「神煌ニュメン・ルメン」の使い手でもある。
誰に対しても慇懃な態度を崩さず、猛禽という姿を利用して偵察や諜報などの任務をこなす。
火凛・テスタ（かりん・テスタ）
鬼の眷属たる、テリオン史上最悪の大罪人。水蓮とは姉妹。
かつて同胞のテリオンを大量に虐殺した罪で牢に繋がれていたが、ルスランから拓也を殺す命を受け、水漣と共に古滝市へと向かう。
水漣・コーダ（すいれん・コーダ）
鬼の眷属たる、テリオン史上最大の大罪人。火凛とは姉妹。
無口で表情の変化にも乏しい。戦闘中以外は自分から動くことも少なく、唯一、火凛の命令には忠実に従っている。
拓也との戦闘中には鬼に変身し、額に角が生えて節くれだった巨大な腕を持つという、典型的な鬼のイメージを伴う容姿を露わにした。
毬子・ファランクス（まりこ・ファランクス）
アルカミレスを専門的に狩るテリオンとして名が知れており、アルカミレスが流した血により『瞑目の星火』という称号を得ている。
本編で日向子が使っている百視剣は、元は彼女の母親のもの。
アパタス
毬子をサポートするテリオン。
どこからか声が聞こえるのみで、全く姿を現さない。それは彼が持つ戦器の能力により、偏光迷彩のように姿を隠しているためである。
テリオンとしては温厚な性格の持ち主で、常に毬子の身を案じ、子供の命を無闇に奪うこともしなかった。
グロスマン・H・スパイリオン
白く長い髭が特徴的な、クランテリオン内の実力者。テリオンの中でも古参の一人であり、もはや彼を残すのみとなった恐竜の眷属でもある。
下等なテリオン達を『名無し（ヴァルガ）』という蔑称で呼ぶなど、尊大な性格と言動が目立つ。
主な任務はテリオン達が使用する戦器の管理及び、クランテリオンの拠点である『城』の操縦。
フェンリル
巨大な狼の姿をもつ、知性の低いテリオン。多数の個体が存在する。人間に姿を変えたテリオンたちが、人間を狩る際に使役する手駒である。
グロスマンが古滝市を襲う際に使役され、記憶操作を施した礼菜の命令を最優先として行動していた。

### その他登場人物
篠宮 和男（しのみや かずお）
東堂 剛広
東堂 世津子
高橋 公
国立 はる華

## 用語解説

### 獣＜テリオン＞
人類を敵視する種族。凶暴な獣や異形の姿をとり、多くが人間形態への変身能力を併せ持つ。
年月を経るにつれてその個体数を減らし、やがてひっそりと絶滅するのみと思われていた。しかし、個々の能力を大幅に強化する戦器を大量に手に入れた事で勢力を盛り返し、人類に対して再び牙を剥いている。
どこから現れたのか、その出自は明らかではない。

### 戦器＜オニクス＞
イグニス・アウルム
正式名称は「金焔イグニス・アウルム」。拓也の扱う金色の戦器で、形状は長大な大剣（クレイモア）。第二の位の戦器。
その威力と外殻だけで並のテリオンならば軽く圧倒できると言われているが、使用者には多大な負担を課し、制御不能の暴走を起こさせる危険を孕んでいる。
手に取る者を使用者として相応しいかどうか試し、『炎は黄金を証明し、苦難は勇者を証明する』（イグニス・アウルム・プロバット、ミセリア・フォルテース・ウイロース）と答えることによって使用者として認められる。
必殺技として、使用者の精神力を光の刃に変える「斬刹（リネア・レクタ）」がある。
百視剣（アルゴスカノン）
日向子の扱う黒の戦器。形状はうねるような刀身が特徴的な30cmほどの短剣。
かつては毬子の母が所有していたが、彼女を襲ったアルカミレスによって奪われ、現在は日向子が使用している。
戦器としての力はあまり高くなく、特定の戦器専用の調整を受けているアルカミレスでも使用可能。しかし日向子は七割、拓也に至っては片腕のみしか外殻を纏えなかった。
アストラ・カストラ
正式名称は「昴陣アストラ・カストラ」。ルスランの扱う金色の戦器で、形状はイグニス・アウルム同様に大剣（クレイモア）。
第一の位の戦器であり、黒・金の戦器を問わず最も強力である。かつて新宿一帯を壊滅させ、その破壊力は核に匹敵するといわれている。
ニュメン・ルメン
正式名称は「神煌ニュメン・ルメン」。リボルバー銃型の金色の第四位の戦器。所有者はレディ・バレット。
強力なエネルギーを纏った金色の弾丸を放つ。
ミセリア・フォルテス
正式名称は「煉雄ミセリア・フォルテス」。リボルバー銃型の金色の戦器。記憶を操作された礼菜が使用した。
ニュメン・ルメンとの能力的な違いはほとんど無いと思われ、弾丸も共通である。
テスタ・コーダ
テスタは火凛、コーダは水蓮が使用する戦器。
テスタは中心が丸く膨らんだ長銃状の戦器。膨らんだ部分に熱気を溜め込み、それを射出することで攻撃する。
コーダは鎖に似た形状の戦器。周囲の熱気を奪うことで気温を急激に冷やし、水などを簡単に凍らせることができる。
本来はテスタ・コーダとして二つを組み合わせて扱う。その場合はコーダで周囲の熱気を大量に奪い、その熱気を即座にテスタで撃ち出すという、個別時より効率に優れた使用方法を取る。
ファランクス
毬子が使用する戦器。手甲に逆持ち向きの鋭い刃がついている。
使用者の筋力を高める力があり、スピードに特化した毬子の欠点を補う働きをした。
クレスケンス
毬子がファランクスの予備として持っていた戦器。形状は曲刀。
使用者のスピードを高める力があり、テリオンの中でも特に素早い毬子の動きを、肉眼で容易に追えないほどのものにした。
本来は日向子の所有物。

### 方舟＜アルカ＞
テリオンに対抗するために人類が設立した組織。
かつては大勢の人間が所属していたようだが、本編時点では半ば壊滅状態にある。

## 発刊
| タイトル                                         | 発売日         | ISBN                |
| ------------------------------------------------ | -------------- | ------------------- |
| 天空のアルカミレス                               | 2006年4月10日  | ISBN 978-4840233972 |
| 天空のアルカミレスII テスタコーダの鬼            | 2006年7月10日  | ISBN 978-4840234887 |
| 天空のアルカミレスIII アルカミレスキラー・ガール | 2006年11月10日 | ISBN 978-4840236102 |
| 天空のアルカミレスIV カストラの虜囚              | 2007年3月10日  | ISBN 978-4840237598 |
| 天空のアルカミレスV 聖婚の日                     | 2007年6月10日  | ISBN 978-4840238816 |